# Digernästjärnen, Jämtland
Digernästjärnen är en sjö i Åre kommun i Jämtland och ingår i Indalsälvens huvudavrinningsområde. Sjön har en area på 0,114 kvadratkilometer och ligger 496,6 meter över havet.

## Delavrinningsområde
Digernästjärnen ingår i det delavrinningsområde (705464-134112) som SMHI kallar för Ovan Lillån. Medelhöjden är 575 meter över havet och ytan är 17,24 kvadratkilometer. Det finns inga avrinningsområden uppströms utan avrinningsområdet är högsta punkten. Musån som avvattnar avrinningsområdet har biflödesordning 4, vilket innebär att vattnet flödar genom totalt 4 vattendrag innan det når havet efter 350 kilometer. Avrinningsområdet består mestadels av skog (73 procent) och kalfjäll (14 procent). Avrinningsområdet har 0,42 kvadratkilometer vattenytor vilket ger det en sjöprocent på 2,4 procent.